# Orobothriurus alticola
Espèce
Synonymes
- Cercophonius brachycentrus bivittatus Thorell, 1877
- Bothriurus alticola Pocock, 1899

Orobothriurus alticola est une espèce de scorpions de la famille des Bothriuridae.

## Distribution
Cette espèce est endémique d'Argentine. Elle se rencontre dans les provinces de Mendoza et de San Juan entre 2 700 et 4 005 m d'altitude.

## Description
Le mâle décrit par Maury en 1975 mesure 29,5 mm et la femelle 32,0 mm.

## Publication originale
- Pocock, 1899 : Scorpions and spiders. The highest Andes, p. 356–360.